# Tana (jezero)
Jezero Tana (amharski: ጣና ሐይቅ Ṭānā Hāyḳ) starije ime  Tsana, ponekad ga zovu i  "Dembija" po regiji sjeverno od njega. Jezero Tana je najveće jezero u Etiopiji i izvor Plavog Nila, leži na Etiopskoj visoravni u regiji Amhara.

## Zemljopisne osobine
Jezero je udaljeno 370 km sjeverozapadno od Adis Abebe i oko 70 km južno od Gondara, regionalnog središta. Najveći grad na njegovoj obali je Bahir Dar. Jezero je dugo oko 84 km i široko 66 km, a površina mu varira od 3000 do 3.500 km², ovisno o količini oborina. Leži na 1,840 m/v, i ima maksimalnu dubinu od 15 metara. Danas se razina vode u jezeru regulira ustavom koja je izgrađena kod istjeka u Plavi Nil. Južno od jezera, na Plavom Nilu na udaljenosti od 30 km, nalaze se vodopadi Tis Isat koji su visoki od 37-45 m, od 2003. dio njihove snage koristi za pokretanje hidroelektrane.
Jezero napaja 60 vodotoka, od kojih su najveći rijeke; Gilgel Abay, Reb i Gumara.
 Aluvialni nanosi u okolici jezera dokazuju, da je jezero u prošlosti bilo daleko veće, pretpostavlja se da je u posljednjih 400 godina palo za 2 metra. Jezero Tana ima brojne otoke, broj kojih ovisi o razini jezera, koji varira svake godine ovisno o količini oborina.
Po zapisimima portugalskog misionara Manuele de Almeide koji je posjetio jezero na početku 17. stoljeća, na jezeru je tada bilo 21 otoka, a na njih 7 ili 8 bili su manastiri (nekada veliki, a u njegovo vrijeme puno manji). Kada je škotski istraživač James Bruce, dospio krajem 18. st. u svojoj potrazi za izvorom Plavog Nila do Jezera Tana, zabilježio je da lokalno stanovništvo broji čak 45 naseljena otoka po jezeru. No po njemu ih nije bilo više od 11. Danas se pak računa da jezero ima 37 otoka, od kojih 19 ima manastire ili crkve.

## Jezerski otoci
Brojni izolirani manastiri etiopske tevahedo crkve, razbacani po jezerskim otocima, čuvaju grobove i relikvije etiopskih kraljeva i svetaca, napoznatiji su; Kebran Gabriel, Ura Kidane Mehret, Narga Selasie, Daga Estifanos, Medane Alem (na otoku Rema), Kota Marjam i Mertola Marjam. Uz njih se vežu i brojne legende, tako se za otok Tana Čerkos veže priča da se na njemu zaustavila sv. Marija na svom povratku iz Egipta, isto tako kruži priča da se na njemu nalazi grob sv. Frumentiusa, sveca koji je uveo kršćanstvo u Etiopiju. Pouzdano se ipak zna da je etiopski car Jekuno Amlak sahranjen u manastiru Sv. Stjepan na otoku Daga, pored njega tu su pokopani i drugi etiopski vladari;  Davit I., Zara Jakob, Za Dengel i Fasilides. 
Ostali važniji otoci na Jezeru Tana su Dek, Mitraha, Gelila Zakarias, Halimun i Briguida.

## Gospodarstvo
Ribarstvo na jezerskim vodama je važna grana lokalnog gospodarstva, svake se godine prosječno izlovi oko 1.454 tona ribe, što je oko 15%  od ukupne količine riba u jezeru. Na jezeru se odvija i živi brodski prijevoz, trajektna linija povezuje gradove Bahir Dar i Gorgora preko otoka Dek, manje brodske linije povezuju brojna naselja uz obale jezera.

## Vanjske poveznice
- Jezera Tana
- Fotografije Jezera Tana
- Unescov plan za Jezero Tana
- Osobine Jezera Tana
- Slike manastira na Jezeru Tana